# 반자유주의
반자유주의(反自由主義, 영어: Anti-liberalism)는 자유주의에 반대하는 정치·사회적 입장을 의미한다. 자유주의로 인해 나타나는 단점인 관습 경시화, 사회혼란, 사회부패, 천민자본주의, 범죄율 증가 등등에 반발하여 나타났다. 대부분 반자유주의 성향을 보이는 정치 집단은 좌파, 우파와 상관없이 극단적인 진영이다.
반자유주의를 표방한다고 해서 모두 반 민주주의적 집단이라고 볼 수는 없다. 예를 들어 자유주의에 반대하는 유럽공산주의 같은 극좌 사상들은 거의 대부분 민주주의 전체를 반대하는 것이 아니라 자유주의적 경제를 비판하는 경우가 거의 대부분이다.
그러나 스탈린주의나 파시즘, 나치즘 같은 자유주의와 민주주의를 모두 부정하는 반자유주의 역시 존재한다.

## 반자유주의 입장
- 마르크스-레닌주의 및 기타 공산주의
- 제3의 수단 및 파시즘
- 수구주의 및 반동주의
- 근본주의
- 혁명적 조합주의
- 전체주의
- 권위주의